# 6506 Klausheide
6506 Klausheide eller 1978 EN10 är en asteroid i huvudbältet som upptäcktes den 15 mars 1978 av den amerikanska astronomen Schelte J. Bus vid Siding Spring-observatoriet. Den är uppkallad efter tysken Klaus Heide.
Asteroiden har en diameter på ungefär 3 kilometer.